# 李嘉馨 (圍棋)
李嘉馨（2008年9月14日—），出生於臺灣新北市，臺灣圍棋女子職業棋士，現為圍棋職業三段。李嘉馨在2024年第七屆大森盃女子名人賽獲得冠軍，取得「女子名人」頭銜。
李嘉馨自5歲半始習棋，哥哥為職業棋士李漢驎。李嘉馨先後受教於林聖賢、林士勛。2018年進入台灣棋院擔任院生。業餘時期曾獲得2020、2021年中學以下學校圍棋錦標賽國小女子組冠軍。2023年1月取得職業棋士資格，晉升職業初段。同年9月晉升職業二段。2024年11月以獲得大森盃女子名人賽冠軍晉升職業三段。
2023年7月，入選杭州亞運中華台北代表隊，參加圍棋女子團體項目。

## 主要賽事成績
頭銜賽獲得冠軍並取得頭銜1次，為2024年取得「女子名人」頭銜。
| 年份 | 賽事                         | 項目 | 成績 |
| ---- | ---------------------------- | ---- | ---- |
| 2024 | 第七屆大森盃女子名人賽       |      | 冠軍 |
| 2025 | 第十一屆健喬盃女子圍棋最強戰 |      | 季軍 |

## 外部連結
- 台灣棋院 李嘉馨 （页面存档备份，存于）
- 海峰棋院 李嘉馨 （页面存档备份，存于）